# Митчелл (округ, Джорджия)
Ми́тчелл (англ. Mitchell County) — округ штата Джорджия, США. Население округа на 2000 год составляло 23 932 человек. Административный центр округа — город Камилла.

## История
Округ Митчелл основан в 1857 году.

## География
Округ занимает площадь 1326.1 км2.

## Демография
Согласно Бюро переписи населения США, в округе Митчелл в 2000 году проживало 23 932 человек. Плотность населения составляла 18 человек на квадратный километр.